# کانکولوو (گمینا گروجیسک ویلکوپولسکی)
کانکولوو (به لهستانی:  Kąkolewo) یک روستا در لهستان است که در گمینا گروجیسک ویلکوپولسکی واقع شده‌است.
 کانکولوو  ۶۹۹ نفر جمعیت دارد.